# Harlan County, USA
Harlan County, USA é um documentário estadunidense de 1976 produzido e dirigido por Barbara Kopple, que cobre a Greve de Brookside, onde 180 mineiros e suas esposas enfrentam os proprietários da Eastover Coal Company's Brookside Mine, a empresa Duke Energy. O filme ganhou o Oscar de melhor documentário em 1976.
O filme faz parte da lista dos 1000 melhores filmes de todos os tempos do The New York Times.